# Microtendipes schenkling
Microtendipes schenkling är en tvåvingeart som beskrevs av Jean-Jacques Kieffer 1921. Microtendipes schenkling ingår i släktet Microtendipes och familjen fjädermyggor.
Artens utbredningsområde är Lettland. Inga underarter finns listade i Catalogue of Life.